# Пніна Зальцман
Пніна Зальцман (івр. פנינה זלצמן, 24 лютого 1922, Тель-Авів — 16 грудня 2006, Тель-Авів) — ізраїльська піаністка, яку міжнародні музичні критики зараховували до п'ятірки найвидатніших піаністів сучасності.

## Біографія
Пніна Зальцман народилася 1922 року в Тель-Авіві в родині вихідців з України для яких основними цінностями були духовні. Батьки сприяли її потягу до навчання грі на фортепіано. У семирічному віці Пніна продемонструвала свої досягнення у фортепіанному мистецтві знаменитому французькому піаністу Альфреду Корто, який виступав у Землі Ізраїльській . Корто запросив дівчинку навчатися в його класі в Парижі, в Академії музики. Їй було 8 років, коли вона почала навчатися в Академії разом із дорослими студентами, за підтримки спеціальної стипендії родини Ротшильдів. Серед викладачів Пніни Зальцман були: Ігор Стравинський (композиція), Пабло Казальс (камерна музика), Надія Буланже (історія музики), Артур Рубінштейн, Артур Шнабель та сам Альфред Корто (фортепіано).
У 1939 році Пніна Зальцман вперше виступила з Філармонічним оркестром Землі Ізраїльської. Через Другу світову війну, що вибухнула, вона не змогла повернутися до Франції і залишилася в Палестині (Землі Ізраїльській). У роки другої світової війни Пніна Зальцман виступала в Землі Ізраїльській та в Єгипті, і багато своїх концертів присвячувала благородній меті — збору пожертв на благо ішува та ІФО. 1960 року Пніна Зальцман вирушила у навколосвітнє турне з ІФО. У 1963 році Пніна Зальцман стала першою ізраїльською піаністкою, яка виступила в Радянському Союзі . Протягом усіх наступних років Пніна Зальцман виступала практично на всіх континентах у багатьох країнах світу. Їй аплодували Європа, США, Канада, Китай та Японія, Австралія та Нова Зеландія, Південна Америка та Африка . Серед диригентів, з якими вона грала були: Поль Фер'є, Георг Шолті, Зубін Мета, Шарль Мюнш та багато інших.
Пніна Зальцман протягом кількох років очолювала журі престижного конкурсу піаністів імені Рубінштейна. Пніна Зальцман була членом журі конкурсу піаністів Сантандера Паломи О'Ши у 1992 році.

## Нагорода
У 2006 році Пніна Зальцман була нагороджена премією Ізраїлю за визначні заслуги в галузі класичного піанізму. Їй було також присуджено премію «За справу життя» імені Франка Пелега.